# Kastell Ardoch

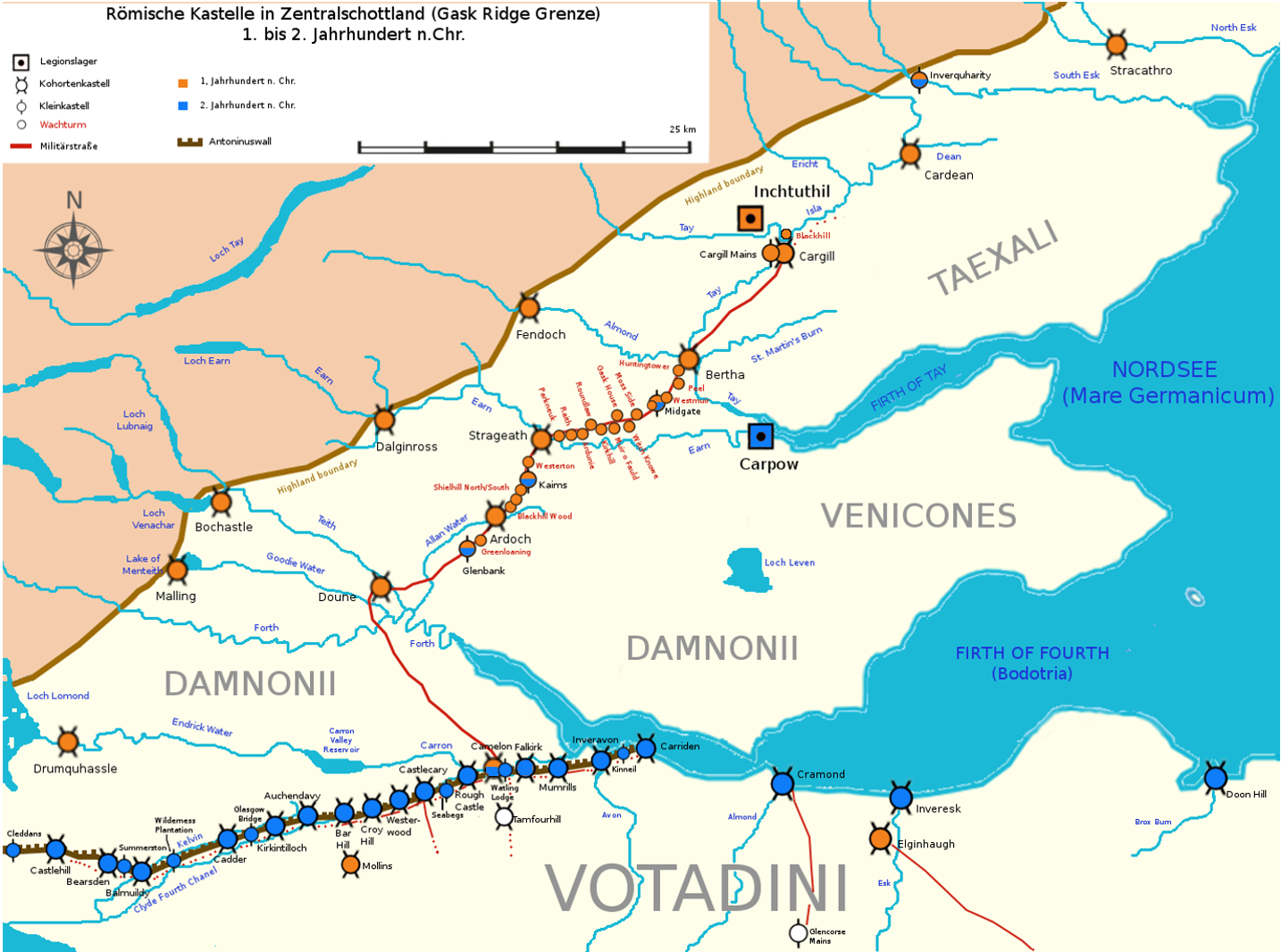
Römische Kastelle in Zentralschottland (1. bis 2. Jahrhundert n. Chr.)

Kastell Ardoch ist ein römisches Militärlager bei Braco, Perth and Kinross, Schottland. Es gehörte zur Kastellkette der Gask Ridge, dem nördlichsten Grenzsystem des Römischen Reiches. Das Lager datiert ins späte 1. Jahrhundert n. Chr. und wurde, mit Unterbrechungen, bis in severische Zeit genutzt. Die Wehranlage zeichnet sich durch ihren guten Erhaltungszustand aus.

## Lage und Topographie
Ardoch befinde sich ca. acht Kilometer Luftlinie von den ersten Anhöhen der Highlands entfernt, liegt nordöstlich von Braco auf einer Anhöhe am Fluss Knaik und ist schon mit bloßem Auge an seinem ausgeprägten Grabensystem zu erkennen. Die neuzeitliche Straße nach Crieff verläuft westlich des Bodendenkmals. Im Süden fällt das Gelände zu einem künstlichen See ab.

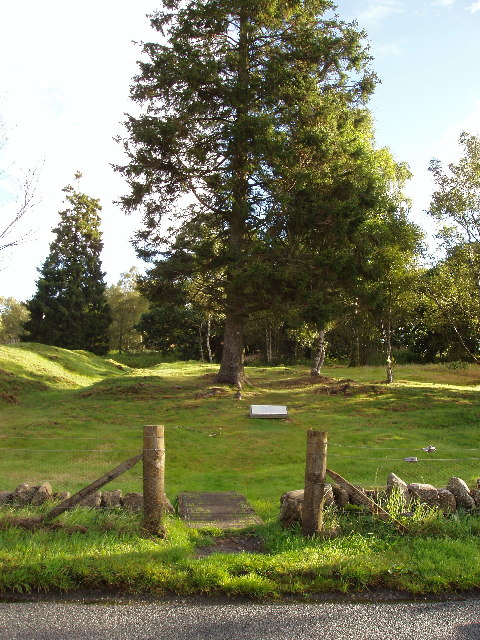
Eingang zum Kastellgelände

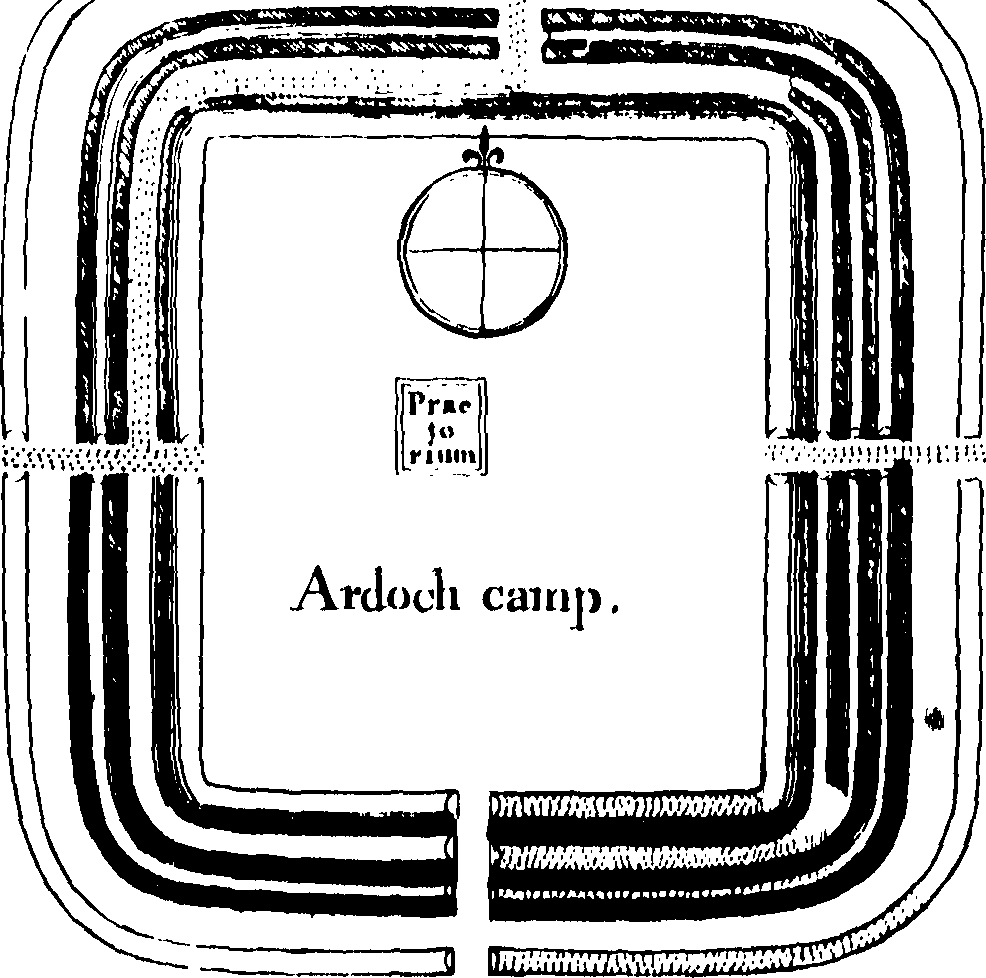
Befundskizze (John Horsley, 1732)

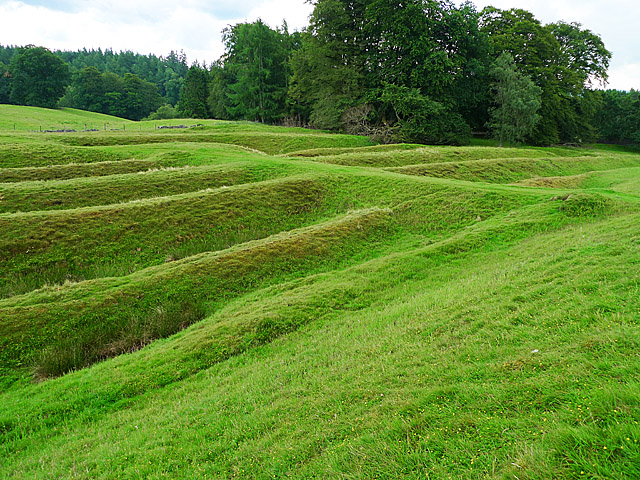
Bodenreste der Wehrgräben am Westtor des Kastells

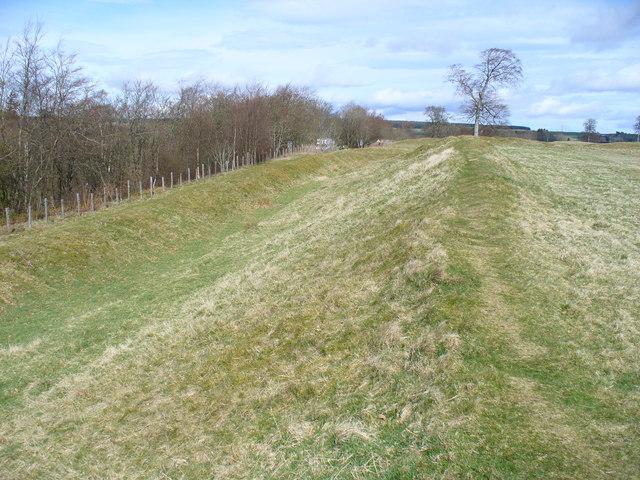
Reste eines Marschlagers (Ardoch Temporary Camp 1)

## Forschungsgeschichte
Ardoch fand regelmäßig Erwähnung in Veröffentlichungen von lokalen Intellektuellen des 17. bis 19. Jahrhunderts. So beschrieb erstmals James Drummond, 4. Earl of Perth, im Jahr 1672 in einem Brief die römische Anlage, sein Leibarzt Robert Sibbald fertigte sechs Jahre später eine erste Zeichnung an. Diese und die nachfolgenden Dokumentationen sind meist stark schematisiert und enthalten falsche Beschreibungen, vor allem die Ruine der mittelalterlichen Kapelle im Zentrum des Kastells wurde oftmals als praetorium missverstanden. Die erste korrekte Beschreibung wurde von Rev. John Scott, Gemeindepfarrer von Muthill, 1793 publiziert. Etwa 50 Jahre später besuchten Queen Victoria und ihr Ehemann Prince Albert das Kastell. Erste planmäßige Grabungen des Areals führte die Society of Antiquaries of Scotland 1896/97 durch. Für ihre Zeit methodisch schon sehr fortgeschritten, achteten die Ausgräber nicht nur auf Steinstrukturen, sondern dokumentierten auch Holzkonstruktionen und Pfostenlöcher, sodass der Grabungsplan seine Gültigkeit bis heute erhalten hat.
Im 20. Jahrhundert ermöglichten vor allem die Luftbildarchäologie nach dem Zweiten Weltkrieg, die Forschungsgrabungen unter David J. Woolliscroft und Birgitta Hoffmann sowie der Einsatz geophysikalischer Prospektionsmethoden seit den 1990er Jahren detailliertere Aussagen zum Gask Ridge System und Ardoch im Speziellen.
Im März 2016 reihte sich auch ein deutsch-schottisches Archäologenteam unter der Leitung von Manuel Fernández-Götz von der University of Edinburgh und Felix Teichner vom Vorgeschichtlichen Seminar der Philipps-Universität Marburg in die über 400-jährige Forschungstradition von Ardoch ein. Mit der finanziellen Unterstützung des Carnegie Trust for Universities of Scotland setzte das Team zerstörungsfreie geophysikalische Prospektionsmethoden und drohnenbasierte digitale Geländemodelle und Orthofotos (Structure from Motion/SfM) ein, die die bisherigen Grabungsergebnisse ergänzen und den aktuellen Erhaltungszustand im Sinne des Monitorings von gefährdeten archäologischen Bodendenkmälern festhalten.
Die Anlage ist seit 1936 als Scheduled Monument ausgewiesen und steht somit unter Denkmalschutz.

## Historischer Kontext
Nachdem Kaiser Claudius im Jahr 43 n. Chr. den Südwesten Englands erobert und die Region in das Römische Reich eingegliedert hatte, war die weitere Expansion nach Norden nur eine Frage der Zeit. Mit der Ernennung Gnaeus Iulius Agricolas zum Statthalter der Provinz Britannien durch Vespasian 77/78 n. Chr. nach der erfolgreichen Befriedung der walisischen Stämme und der Briganten in Nordengland sollte die Eroberung Schottlands in Angriff genommen werden. Bis 83/84 n. Chr. rückten Agricolas Streitkräfte bis ins heutige Aberdeenshire vor und sollen dort die erste, sagenumwobene Schlacht der schottischen Geschichtsschreibung bei Mons Graupius geschlagen haben. Agricolas Schwiegersohn Tacitus berichtet über eine vernichtende Niederlage der einheimischen Kaledonier mit 10.000 Toten. Trotz dieses Sieges zog Agricola sich wieder an die südlichen Ausläufer der Highlands bis ins heutige Perth and Kinross zurück und wurde bald darauf abberufen.

### Gask Ridge
Während Agricolas Feldzügen und nach seinem Rückzug bildete sich ca. 20 km nördlich des Forth-Clyde-Isthmus, der später in der Mitte des 2. Jahrhunderts durch den Antoninuswall befestigt wurde, ein ausgeklügeltes römisches Defensiv- und Überwachungssystem heraus, das sich von Loch Lomond bis zum Fluss North Esk erstreckte. Neben großen Standlagern wie Inchtuthil oder dem nördlichsten römischen Militärlager Stracathro bildet der sogenannte Roman Gask Ridge aus Kastellen, Kleinkastellen und hölzernen Wachtürmen ein wichtiges Element der imperialen Okkupation im Britannien des späten 1. Jahrhunderts n. Chr. Die Anlagen reihen sich über 37 Kilometer an dem namensgebenden Geländerücken gask ridge entlang auf, beginnend mit dem Kleinkastell Glenbank bei Dunblane, über das Kastell Strageath bis hin zum Kastell Bertha nördlich von Perth am Fluss Tay. Neue Untersuchungen des Langzeitprojekts The Roman Gask Ridge Project zeigen eine nördliche Erweiterung der Grenzlinie stromaufwärts der Isla und möglicherweise auch südlich über Glenbank hinaus auf.
Die einzelnen Anlagen stehen jeweils untereinander in Sichtkontakt mit den unmittelbar benachbarten Strukturen, die mehrheitlich 0,8 bis 1,5 Kilometer voneinander entfernt sind. Damit ermöglichen sie eine komplette Sichtkontrolle des Übergangs von den Low- zu den Highlands entlang der römischen Straße, die in Richtung Nordwesten von Glenbank bis Bertha belegt ist und wohl eine Verlängerung der Nord-Süd-Route bei Camelon, Falkirk, ist.

## Anlage

### Kastell
Ardoch besteht aus einem annähernd quadratischen Innenbereich, um den bis zu fünf Gräben gezogen wurden, die der Anlage einen rechteckigen Grundriss mit abgerundeten Ecken geben. Das Nord- und Osttor sind heute noch im Gelände sichtbar. Die typischen Bauelemente eines Kastells in Ardoch wurden mehrheitlich aus Holz gefertigt.
Die Verwaltungsgebäude (lat. principia) und die Wohnräume des Befehlshabers (lat. praetorium) sind neben den Vorratsräumem (lat. horrea) im Zentrum des Kastells zu finden. Im Norden und Süden der Anlage konnten hölzerne Baracken, die Unterkünfte der Soldaten bzw. Stallungen, nachgewiesen werden. In drei Gebäuden konnte eine Hypokaustanlage identifiziert werden. Die Handwerksbereiche (lat. fabricae) konnten bislang in den Grabungen nicht entdeckt werden, doch lassen bleierne Gussreste auf Metallverarbeitung schließen.
Annähernd im Zentrum des Kastells sind noch die Fundamente einer mittelalterlichen Kapelle mit einer Umwehrung zu sehen, die einen Zugangsweg von Süden her aufweist, dessen Ränder wohl aufgeschüttet waren.

### Marschlager
Nördlich und östlich des Kastells schließen sich noch mindestens fünf unregelmäßig rechteckige Marschlager an, die teilweise übereinander liegen und eine Gesamtfläche von 52 Hektar bilden. Direkt nördlich an das Kastell anschließend findet sich ein sechstes Lager. Nördlich der Firth-Clyde-Grenze sind über 70 Marschlager nachgewiesen, die während der Schottland-Kampagnen gebaut wurden, um den Soldaten über Nacht Schutz zu gewähren. In den Marschlagern von Ardoch beweisen Luftbilder und die noch ersichtlichen Strukturen im Gelände, dass es sich vorrangig um tituli-Eingänge handelt (aus Zeit- und Materialmangel bauten die Soldaten keine Tore, sondern ließen die Eingänge offen und setzten entweder einen Graben einige Meter davor (lat. tituli) oder gruben ein oder zwei gebogene Gräben nach innen und außen (lat. claviculae), um eine Zangensituation zu schaffen). Dabei handelt es sich nicht um Toranlagen, sondern um Öffnungen in den Gräben, die mit einem weiteren vorgelagerten Graben gesichert wurden. Auch kann die römische Straße im Westen des Kastells noch mindestens zwei bis drei Kilometer verfolgt werden und führt an den Wachtürmen bei Blackwood Hill und Shielhill South und North vorbei, die ungefähr in einem Abstand von 900 Metern zueinander liegen. Die Türme haben, wie die Gegenstücke am obergermanisch-raetischen Limes aus dem frühen 2. Jahrhundert, einen quadratischen Grundriss und zwei bis drei Etagen, wurden jedoch wegen Steinmangels komplett aus Holz gebaut. Sie werden von ein bis zwei Gräben umgeben und ragten wahrscheinlich zwischen sieben und zehn Meter in die Höhe.

### Datierung
Für Ardoch können mindestens drei verschiedene Ausbauphasen nachgewiesen werden. In der ersten Phase in flavischer Zeit (2. Hälfte 1. Jahrhundert n. Chr.) hatte das Kastell seine größte Ausdehnung mit ca. 3,5 Hektar, die Gebäude bestanden aus Holzkonstruktionen. In antoninischer Zeit (138–161 n. Chr.) wird der Komplex sukzessive kleiner, erst umfasst er noch 2,5 Hektar, später nur noch 2,25 Hektar. Daraus resultiert auch die Anzahl der Gräben: da die Innenfläche kleiner wurde, mussten neue Gräben ausgehoben werden, um die Defensivstruktur des Kastells aufrechtzuerhalten. Die fünf Gräben existierten also nicht alle gleichzeitig. An den Baracken können bis zu drei Bauphasen übereinander gefasst werden, an principia und praetorium mindestens zwei. Die jüngeren Gebäude wurden teilweise aus Stein erbaut. Die letzten Nutzungsspuren verweisen in die Zeit des Septimius Severus, ins frühe 3. Jahrhundert n. Chr.